# Feldmütze

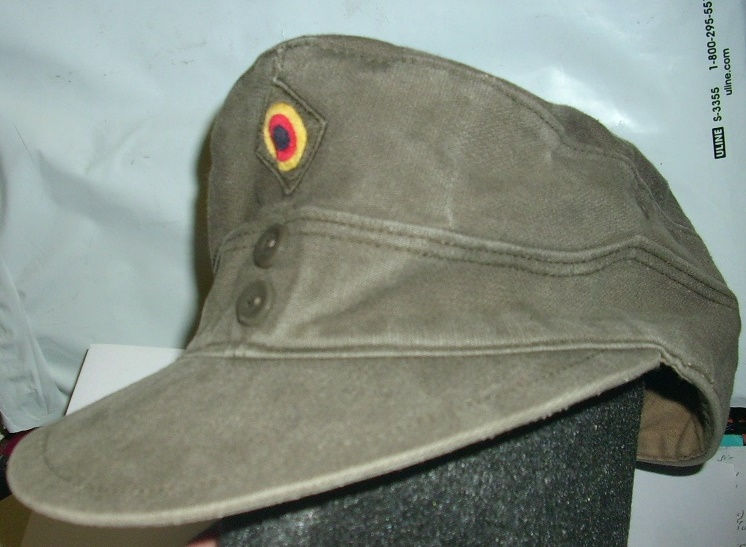
Feldmütze der Bundeswehr der 1980er Jahre

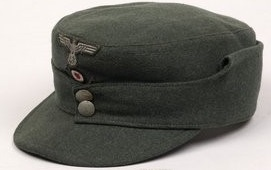
Feldmütze m43 der Wehrmacht

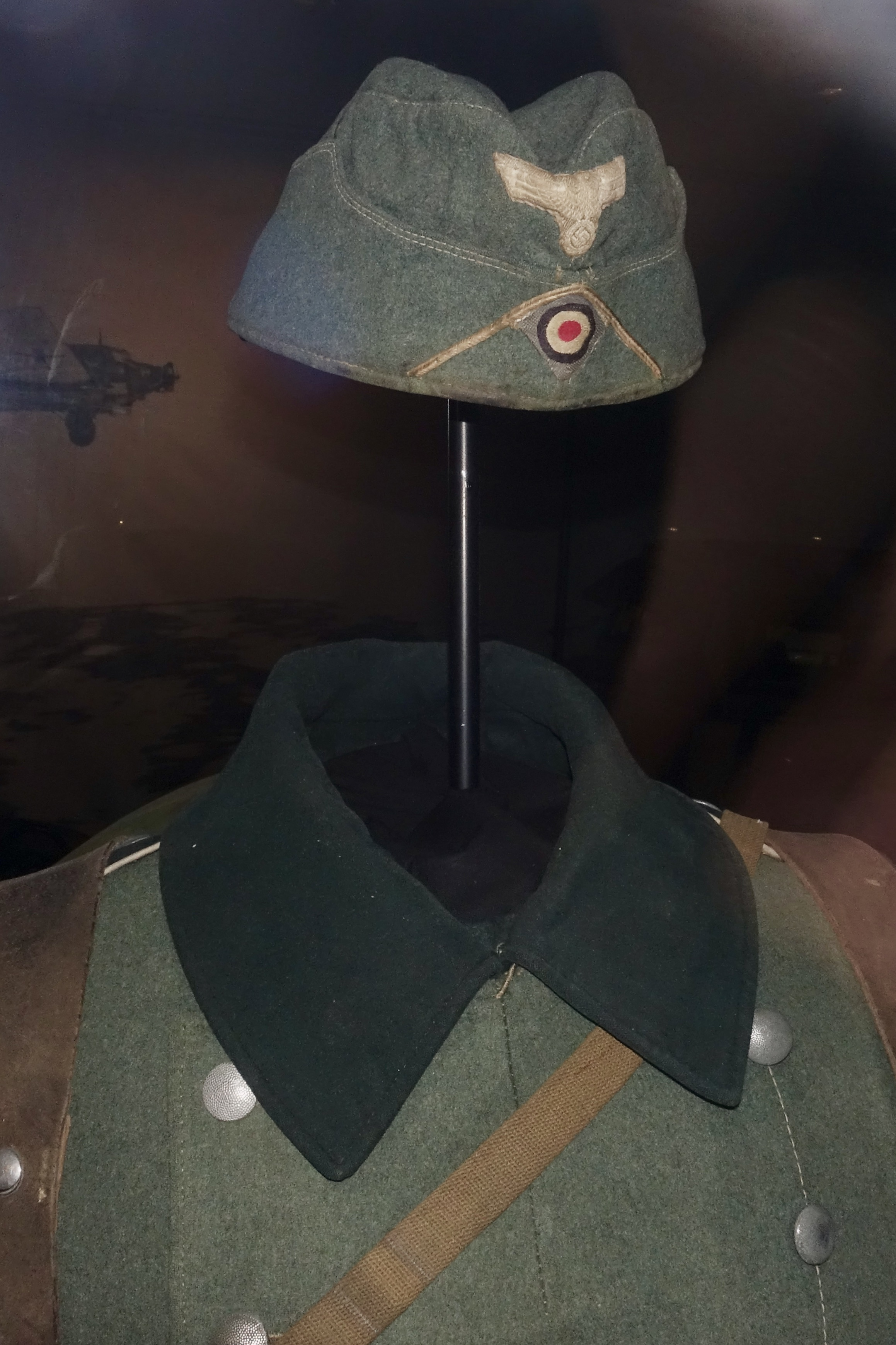
Feldmütze m38 der Wehrmacht

Eine Feldmütze ist eine textile militärische oder paramilitärische Kopfbedeckung. Sie wird von Angehörigen fast aller Streitkräfte getragen, sowohl im Kampfeinsatz, wenn die Situation nicht geeignet scheint, einen Helm zu tragen (z. B. Scharfschützen, Fernspäher), als auch in jeder anderen Situation. Einige Exemplare eignen sich auch zum Tragen unter dem Stahlhelm/Gefechtshelm (z. B. das „Jeep Cap“ der US-Armee).
Bei den meisten Armeen gehört eine Kopfbedeckung zur vollständigen Uniform; woraus u. a. die „Pflicht zur Kopfbedeckung“ abgeleitet wird. Feldmützen sind zumeist im selben Farbton oder Tarnmuster, oft auch aus demselben Material wie die übrige Bekleidung des Soldaten. Feldmützen können sowohl mit Abzeichen oder Kokarden als auch Namensschildern ausgestattet sein.
Viele Feldmützen sind aufgrund ihrer Beschaffenheit leicht z. B. in Hosentaschen zu verstauen, um dem Soldaten jederzeit zur Verfügung zu stehen. In einigen Armeen wird die Feldmütze am Koppel getragen (zwischen Koppel und Körper).

## Vorgeschichte der militärischen Mütze

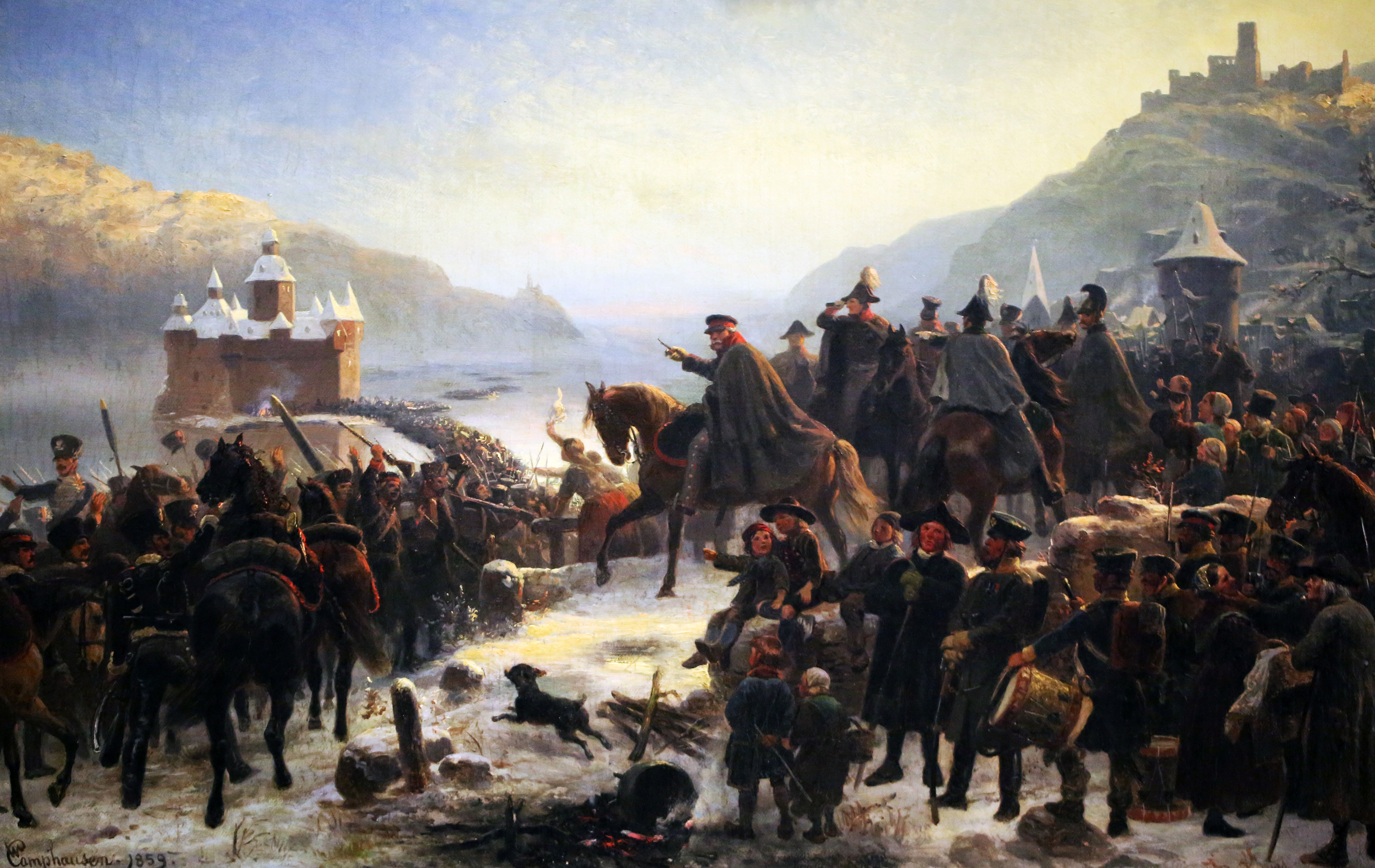
Mannschaften und Offiziere, auch der Feldherr Blücher, trugen in den Befreiungskriegen 1813/15 „Feldmützen“ (Blüchers Rheinübergang bei Kaub, Ölgemälde von Wilhelm Camphausen, 1860)

Bereits in der Spätantike wurde für die römischen Legionen Feldmützen eingeführt, die ursprünglich aus Illyrien stammenden pillei Pannonici. Die ersten deutschen Feldmützen führte 1808 die Preußische Armee bei ihrer Neuformierung ein. Die unteren Dienstränge, seltener die Offiziere, trugen sie als Krätzchen ohne Schirm, die Offiziere oft als Schirmmütze mit Wachstuchüberzug. Die deutschen Armeen, die sich an Preußen orientierten, folgten dem Beispiel. Nach 1871 wurden die Schirmmütze und das preußische Krätzchen auch von den anderen Kontingenten des Reichsheeres übernommen. Eine modernisierte Version wurde 1910 aus feldgrauem Stoff eingeführt. Das auf Stirnhöhe umlaufende breite Band sowie die Biese am runden Mützendeckelrand waren in den Farben der Waffengattung bzw. Regimentsfarbe gehalten. Dazu waren zwei Metallkokarden an der Mützenfront befestigt: Die unteren, welche sich über dem umlaufenden Band befand, zeigte die jeweiligen Landesfarben, die darüberliegende war in den Reichsfarben schwarz-weiß-rot gehalten. Die Feldmütze M1910 wurde nur hinter den Linien und nur bis zum Unteroffiziersrang getragen. 1917 versuchte man die Feldmütze in einer dunkleren Version mit einem für alle Waffengattungen einheitlichen grünen umlaufenden Band einzuführen, was jedoch durch die schwierige Rohstofflage bis zuletzt nicht durchgehend gelang.
Mit Gründung der Reichswehr verschwand die barettartige kaiserliche Kopfbedeckung für die Truppe. Stattdessen führte man 1919 die bis dahin nur für die Offiziere typische Schirmmütze bei den Mannschaften ein.
Zuletzt wurden die alten schirmlosen Mützen 1938/1939 bei Übungen aus Lagerbeständen ausgegeben.

## Geschichte

### Nationalsozialismus
Erst 1938 wurde wieder eine Feldmütze (M38), das Schiffchen, eingeführt. Diese Kopfbedeckung hatte ihren Ursprung in Schottland und war bereits 1918 bei der US-Armee eingeführt worden. Das graue Schiffchen der Wehrmacht und Waffen-SS besaß eine umlaufende Mützenklappe, welche bei entsprechender Witterung heruntergezogen werden konnte. Im vorderen Bereich der dort abschwingend gestalteten Mützenklappe sowie am Deckelrand befand sich bei der Offiziersversion eine silberfarbene Biese. Auf der Klappe über der Stirn war ein Soutachewinkel aufgenäht, welcher die Waffenfarbe zeigte. Zusätzlich befand sich in dem Winkel eine metallene oder gestickte Kokarde in den Reichsfarben schwarz-weiß-rot. Bei der Waffen-SS war statt der Kokarde ein Totenkopf mit gekreuzten Knochen zu sehen. Über dem Winkel und über der Klappe war der gewebte Hoheitssadler aufgenäht. Im vorderen Drittel der Mütze befand sich über der Klappe zudem ein mit Metall beringtes Lüftungsloch.
Am 21. Juli 1942 wurde die Feldmütze M42 eingeführt, welche der Feldmütze M38 sehr ähnlich war. Statt des Soutachewinkels waren nun jedoch an dessen Stelle zwei Metallknöpfe untereinander angenäht worden.
In der zweiten Jahreshälfte 1943 wurde die Einheitsfeldmütze M43 eingeführt. Sie sollte das Schiffchen vollständig ablösen, was jedoch bis Kriegsende nicht gelang. Als Bergmütze war die Einheitsfeldmütze bereits in sehr ähnlicher Form bei den deutschen Gebirgsjägern im Einsatz. Diese hatten den Mützentyp von den k. k. österreichischen Truppen des Ersten Weltkriegs übernommen. Die graue Feldmütze für die Wehrmacht und Waffen-SS (Schwarz bei der Panzerwaffe) hatte einen längeren Schirm und im Gegensatz zur Bergmütze keine seitlichen Lüftungslöcher. Wie beim Schiffchen gab es eine Klappe, welche ringsum heruntergeschlagen werden konnte und vorne von zwei Metallknöpfen (oder später gepresster Pappe) zusammengehalten war. Über den Knöpfen war wieder der gewebte Hoheitssadler und darunter die Reichskokarde aufgenäht. Bei der SS befand sich zumeist vorne der Totenschädel und an der linken Seite der Hoheitsadler. Bereits während des Krieges kamen vereinfachte Formen der Einheitsfeldmütze zum Tragen, bei denen deutsche und italienische Tarnstoffe verarbeitet wurden.

### Bundesrepublik Deutschland
Das Design der Feldmütze der Bundeswehr lehnt sich im Wesentlichen an die Gestaltung der Bergmütze an. Neben der Farbe größter Unterschied ist, dass die fest auf den Seitenteilen angenähten Klappen bei der aus vergleichsweise leichtem Stoff gefertigten Feldmütze nur angedeutet sind.

#### Bundesgrenzschutz

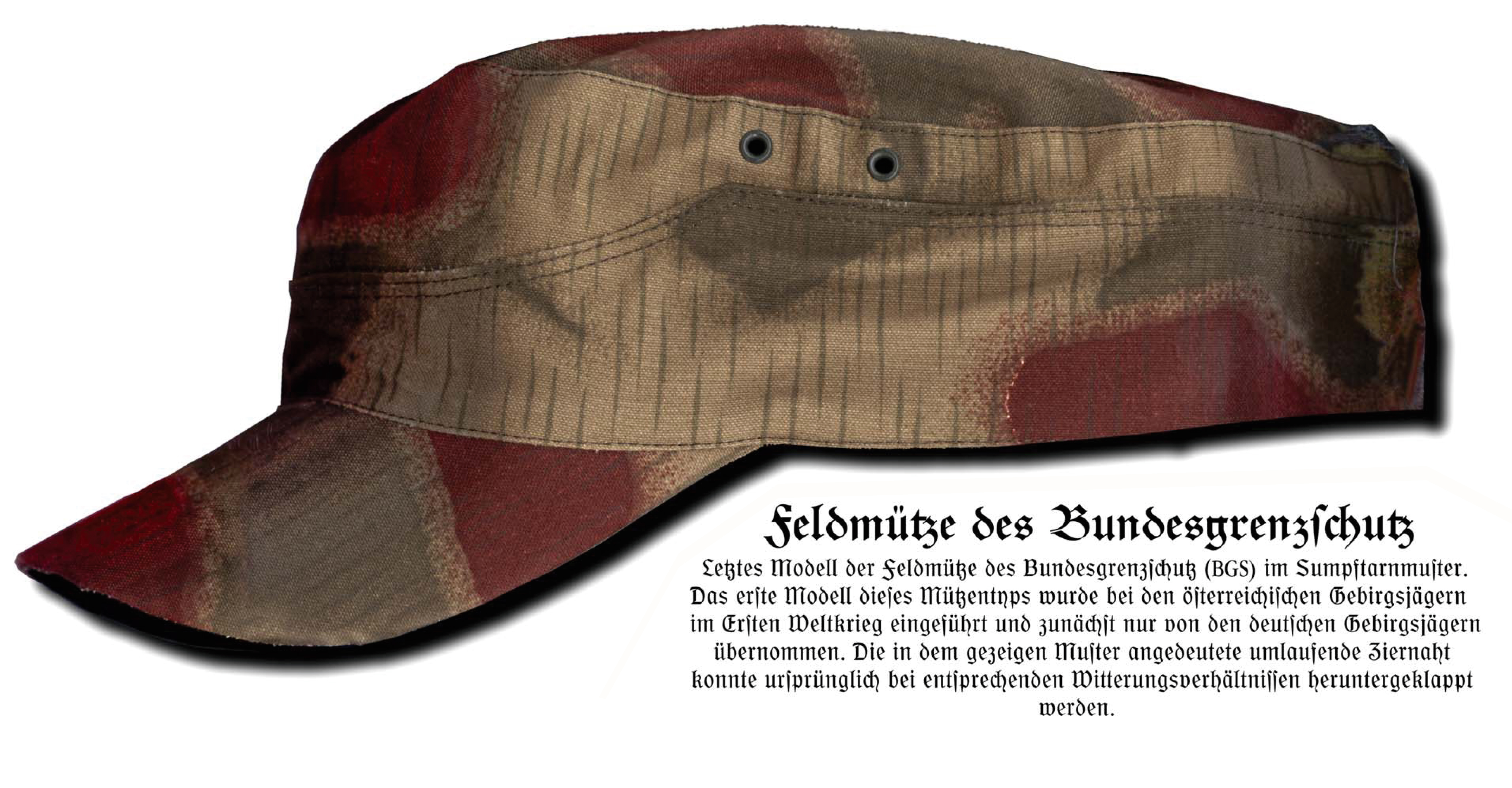
Feldmütze des Bundesgrenzschutzes (BGS) mit Sumpftarnmuster

Mit Gründung des Bundesgrenzschutzes (BGS) 1951, der bis 1994 im Kriegsfall Kombattantenstatus besaß, wurde die Einheitsfeldmütze M43 in einer dunkelgrünen Ausführung wiedereingeführt. Zudem trug man dort auch vereinfachte Feldmützen in den Tarnstoffen Splitter- und etwas später Sumpftarn. Mützen im Sumpftarnmuster wurden für den BGS bis in die erste Hälfte der 1970er Jahre hergestellt. Mit der allgemeinen Polizeiuniformreform 1976 verschwanden Tarnmuster aus den Beständen des BGS und die weiterhin getragenen Feldmützen erhielten den bis heute aktuellen helleren Grünton.

#### Bundeswehr

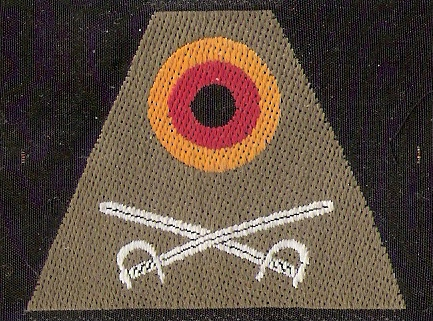
Mützenkokarde (Heer) seit 1956

Mit Gründung der Bundeswehr 1955 wurde zunächst neben der Einheitsfeldmütze, offiziell Arbeitsmütze-oliv, auch das Schiffchen in einer Form mit herunterziehbarem Kälteschutz für den Kampfanzug-jagdmeliert reaktiviert. Mit Einführung des Moleskinanzugs (steingrau) als Arbeits- und Feldanzug Mitte der sechziger Jahre wurde auch ein Schiffchen vorgesehen, das aber meist nur von Mannschaftsdienstgraden getragen wurde; Unteroffiziere und Offiziere trugen Dienst-Schiffchen und später Barett.
Die „österreichische“ Feldmütze ist seit 1990 im fünffarbigen Flecktarn die Standard-Kopfbedeckung zum Feldanzug. Sie kann aber z. B. beim Antreten durch das Barett ersetzt werden. Dieses wird heute im Gegensatz zur Feldmütze aber auch zum Dienstanzug getragen. Nur bei der Luftwaffe hat sich das blaue Schiffchen und bei den Gebirgsjägern die Bergmütze zum Dienstanzug erhalten.
Im Auslandseinsatz in südlichen Ländern wird die Feldmütze auch gerne durch den Buschhut ersetzt.